# Margit híd, budai hídfő megállóhely
Margit híd, budai hídfő megállóhely (korábban Margithíd) egy budapesti HÉV-megálló, melyet a MÁV-HÉV Helyiérdekű Vasút Zrt. (MÁV-HÉV) üzemeltet. Az állomás fő vágányai a föld alá vannak süllyesztve, a felszínen pedig egy tartalékvágány található, melyet üzemzavar vagy pályafelújítás esetén használhatnak. Az újpesti vasúti híd felújításakor ide érkeztek az esztergomi személyvonatok is, de tervben van állandó vasúti kapcsolat létesítése is a Batthyány tér és Pilisvörösvár között.

## Története
Az 1895-ben megnyílt Pállfy téri végállomásról (ma Bem József tér) 1937-ben költözött ki a Margit híd budai hídfőjének északi oldalára, az Árpád fejedelem útjának Duna parti oldalára a Szentendrei HÉV belső végállomása. (Ekkor meghagyták a csatlakozást a jobbparti körvasút felé. A teherforgalom az eggyel kijjebb lévő Császárfürdő állomáson változatlan maradt.) Az M2-es metróvonal Batthyány téri állomásáig tervezett összeköttetés miatt a Bem rakpart alatt 1970-1972 között, 1,2 km hosszban kéregvezetésű alagút épült. A meghosszabbítás során a korábbi felszíni végállomásból az új alagút rámpájának Duna felőli oldalán egy egy vágányos csonka vágány maradt szükség végállomás céljára. Császárfürdő állomásból forgalmi kitérő lett. (Komjádi elágazás). Elbontották a jobbparti körvasutat a Margit körút és a Margit híd között és kiszélesítették az Árpád fejedelem útját. Ekkor nyílt meg a forgalmas út alatt ferdén elhelyezkedő, jelenleg is üzemelő megállóhely.

## Forgalom
| Járat | Útvonal | Gyakoriság      |
| ----- | --- | --------------- |
|       | Batthyány tér – Margit híd, budai hídfő – Szépvölgyi út – Tímár utca – Szentlélek tér – Filatorigát – Kaszásdűlő – Aquincum – Rómaifürdő – Csillaghegy – Békásmegyer                                                                                            | 5-30 percenként |
|       | Batthyány tér – Margit híd, budai hídfő – Szépvölgyi út – Tímár utca – Szentlélek tér – Filatorigát – Kaszásdűlő – Aquincum – Rómaifürdő – Csillaghegy – Békásmegyer – Budakalász – Budakalász, Lenfonó – Szentistvántelep – Pomáz – Pannóniatelep – Szentendre | 7-30 percenként |

## Megközelítés budapesti tömegközlekedéssel
- Villamos:  4, 6, 17, 19, 41
- Busz:  9, 26, 91, 191, 226, 291
- Éjszakai busz:  923, 931, 934, 960